# Ronald Aylmer Fisher
Ronald Aylmer Fisher, FRS (Londres (Regne Unit) 17 de febrer del 1890 - Adelaida (Austràlia) 29 de juliol del 1962) va ser un científic, matemàtic, estadístic, biòleg evolutiu i genetista anglès.
Pel seu treball en estadística, se l'ha descrit com un geni que gairebé sol va crear les bases de la ciència estadística moderna. i la xifra més important de l'estadística del segle XX. En genètica, el seu treball va utilitzar matemàtiques per combinar la genètica mendeliana i la selecció natural; això va contribuir al ressorgiment del darwinisme a la revisió de principis del segle xx de la teoria de l'evolució coneguda com a síntesi moderna. Per les seves contribucions a la biologia, Fisher ha estat anomenat el més gran dels successors de Darwin.
Realitzà molts avenços en l'estadística, un dels més importants dels quals va ser la inferència estadística, que desenvolupà el 1920. El 1958, va ser distingit per la Societat Linneana de Londres amb la Medalla Darwin-Wallace. La idea de l'efecte additiu dels gens en l'herència genètica no es va realitzar fins al seu treball de 1918, La correlació entre els parents sobre la suposició de l'herència mendeliana.
També és considerat un dels pares fundadors del neodarwinisme. Segons l'estadístic Jeffrey T. Leek, Fisher és el científic més influent de tots els temps segons el nombre de cites de les seves contribucions.

## Biografia

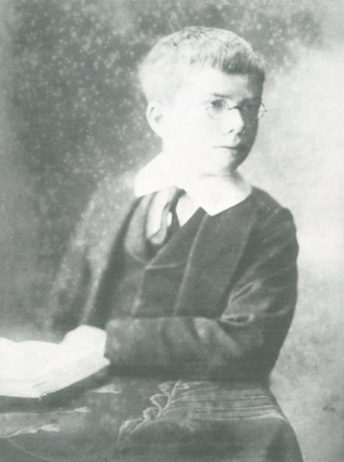
De nen

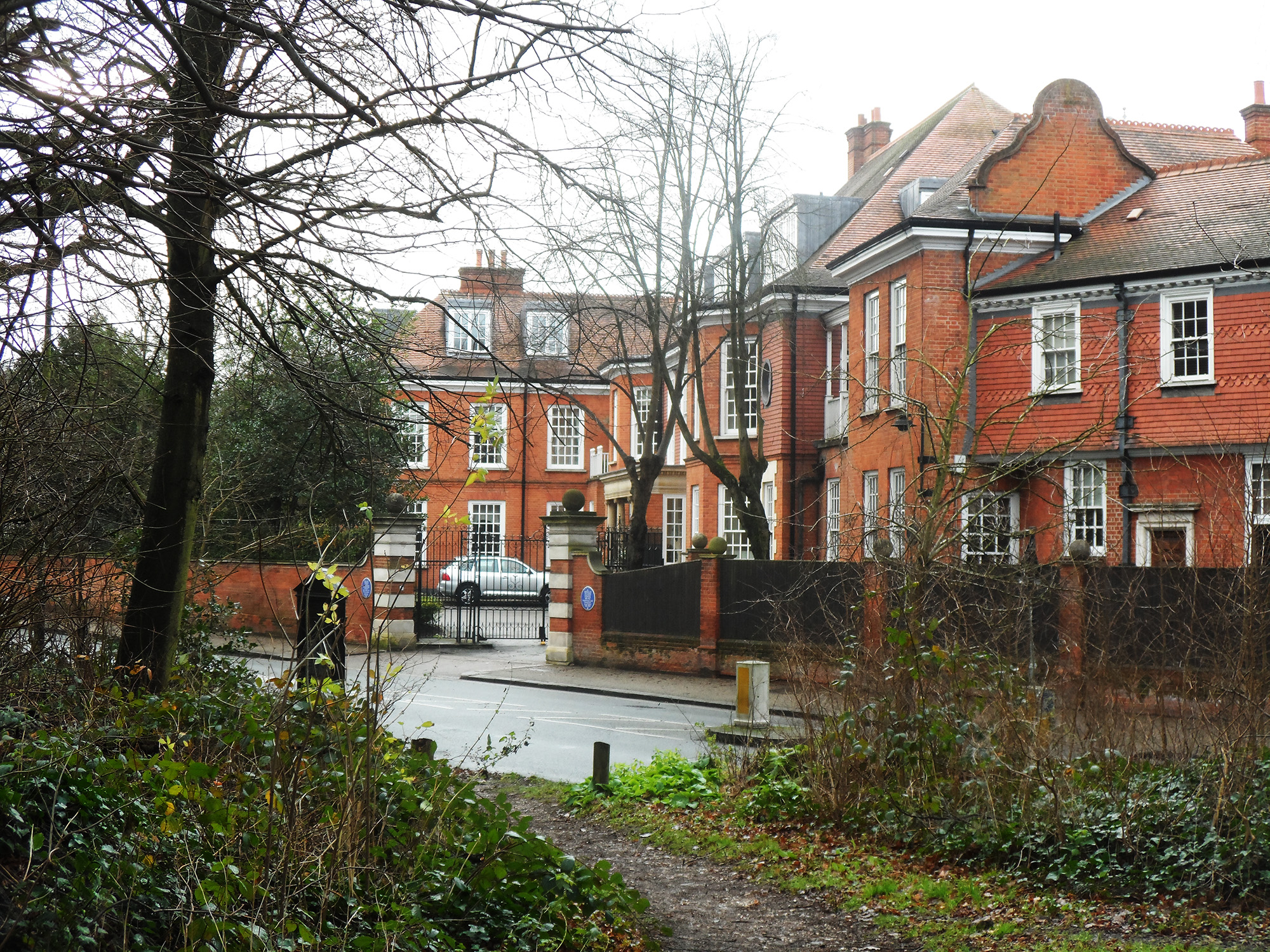
Inverforth House, North End Way NW3, on Fisher va viure de 1896 a 1904. Se'l commemora amb una placa blava.

Fisher va néixer a East Finchley a Londres, Anglaterra, en una llar de classe mitjana; el seu pare, George, va ser un soci reeixit de Robinson & Fisher, subhastadors i comerciants d'art. Era un dels bessons, l'altre bessó era mort i va créixer el més petit, amb tres germanes i un germà. Des de 1896 fins a 1904 van viure a Inverforth House a Londres, on English Heritage va instal·lar una placa blava el 2002, abans de traslladar-se a Streatham. La seva mare, Kate, va morir de peritonitis aguda quan ell tenia 14 anys, i el seu pare va perdre el seu negoci 18 mesos després.
La mala visió de tota la vida va causar el seu rebuig per part de l'exèrcit britànic durant la Primera Guerra Mundial, però també va desenvolupar la seva habilitat per visualitzar problemes en termes geomètrics, no per escriure solucions matemàtiques o demostracions. Va entrar a l'escola Harrow als 14 anys i va guanyar la medalla Neeld de l'escola en matemàtiques. El 1909, va guanyar una beca per estudiar Matemàtiques al Gonville and Caius College de Cambridge. El 1912, va obtenir un primer en matemàtiques. El 1915 va publicar un article, The evolution of sexual preference sobre la selecció sexual i l'elecció de la parella.

## Carrera
Entre 1913 i 1919, Fisher va treballar com a estadístic a la City de Londres i va ensenyar física i matemàtiques en una seqüència d’escoles públiques, al Thames Nautical Training College i al Bradfield College. Allà es va instal·lar amb la seva nova promesa, Eileen Guinness, amb qui va tenir dos fills i sis filles.
El 1918 va publicar La correlació entre parents sobre la suposició de l'herència mendeliana, en què va introduir el terme variància i en proposava l'anàlisi formal. Va presentar un model conceptual de genètica que mostra que la variació contínua entre els trets fenotípics mesurats pels bioestadístics es podria produir per l'acció combinada de molts gens discrets i, per tant, ser el resultat de l'herència mendeliana. Aquest va ser el primer pas per establir la genètica de poblacions i la genètica quantitativa, que va demostrar que la selecció natural podia canviar la freqüència al·lèlica d'una població, conciliant la seva naturalesa discontínua amb l'evolució gradual. Joan Box, biògraf i filla de Fisher, diu que Fisher havia resolt aquest problema ja el 1911. Avui dia, el model additiu de Fisher encara s'utilitza regularment en estudis d'associació a tot el genoma.

### Estació experimental de Rothamsted, 1919–1933
A partir de 1919, va treballar a l'Estació Experimental de Rothamsted durant 14 anys; allà, va analitzar el seu immens conjunt de dades d'experiments de cultius des de la dècada de 1840, i va desenvolupar l'anàlisi de la variància (ANOVA). Hi va establir la seva reputació els anys següents com a bioestadístic. Fisher també va fer contribucions fonamentals a l'estadística multivariant.
Fisher va fundar la genètica quantitativa, i juntament amb JBS Haldane i Sewall Wright, és conegut com un dels tres principals fundadors de la genètica de poblacions. Fisher va descriure el principi de Fisher, el fugitiu de Fisher, les teories de la hipòtesi del fill sexy de la selecció sexual, la inversió dels pares i també va ser pioner en l'anàlisi d'enllaços i el mapeig de gens. D'altra banda, com a fundador de l'estadística moderna, Fisher va fer innombrables contribucions, incloent la creació del mètode modern de màxima versemblança i la derivació de les propietats dels estimadors de màxima versemblança, inferència fiducial, la derivació d'unes quantes distribucions de mostres, fundació dels principis del disseny d'experiments i molt més. Només el famós document de Fisher de 1921 s'ha descrit com probablement l'article més influent sobre estadística matemàtica del segle xx, i equivalent a Darwin sobre biologia evolutiva, Gauss sobre teoria dels nombres, Kolmogórov sobre probabilitat i Adam Smith sobre economia i se li atribueix una revolució completament estadística. Per la seva influència i nombroses aportacions fonamentals, ha estat descrit com el biòleg evolucionista més original del segle XX i com el més gran estadístic de tots els temps. El seu treball s'acredita a més amb l'inici posterior del Projecte Genoma Humà. Fisher també va contribuir a la comprensió dels grups sanguinis humans.
Fisher també ha estat elogiat com un pioner de l'era de la informació. El seu treball sobre una teoria matemàtica de la informació va ser paral·lel al treball de Claude Shannon i Norbert Wiener, encara que es basava en la teoria estadística. Un concepte que ha sortit de la seva obra és el de la informació de Fisher. També tenia idees sobre les ciències socials, que s'han descrit com una fonamentació per a les ciències socials evolutives.
Fisher tenia opinions fermes sobre la raça i l'eugenèsia, insistint en les diferències racials. Tot i que era clarament un eugenèsta, hi ha cert debat sobre si Fisher va donar suport al racisme científic (vegeu Ronald Aylmer Fisher § Views on race). Va ser el professor Galton d'eugenètica a la University College de Londres i editor dels Annals of Eugenics.

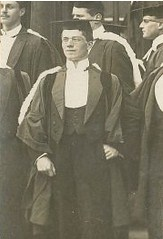
En graduar-se a la Universitat de Cambridge, 1912

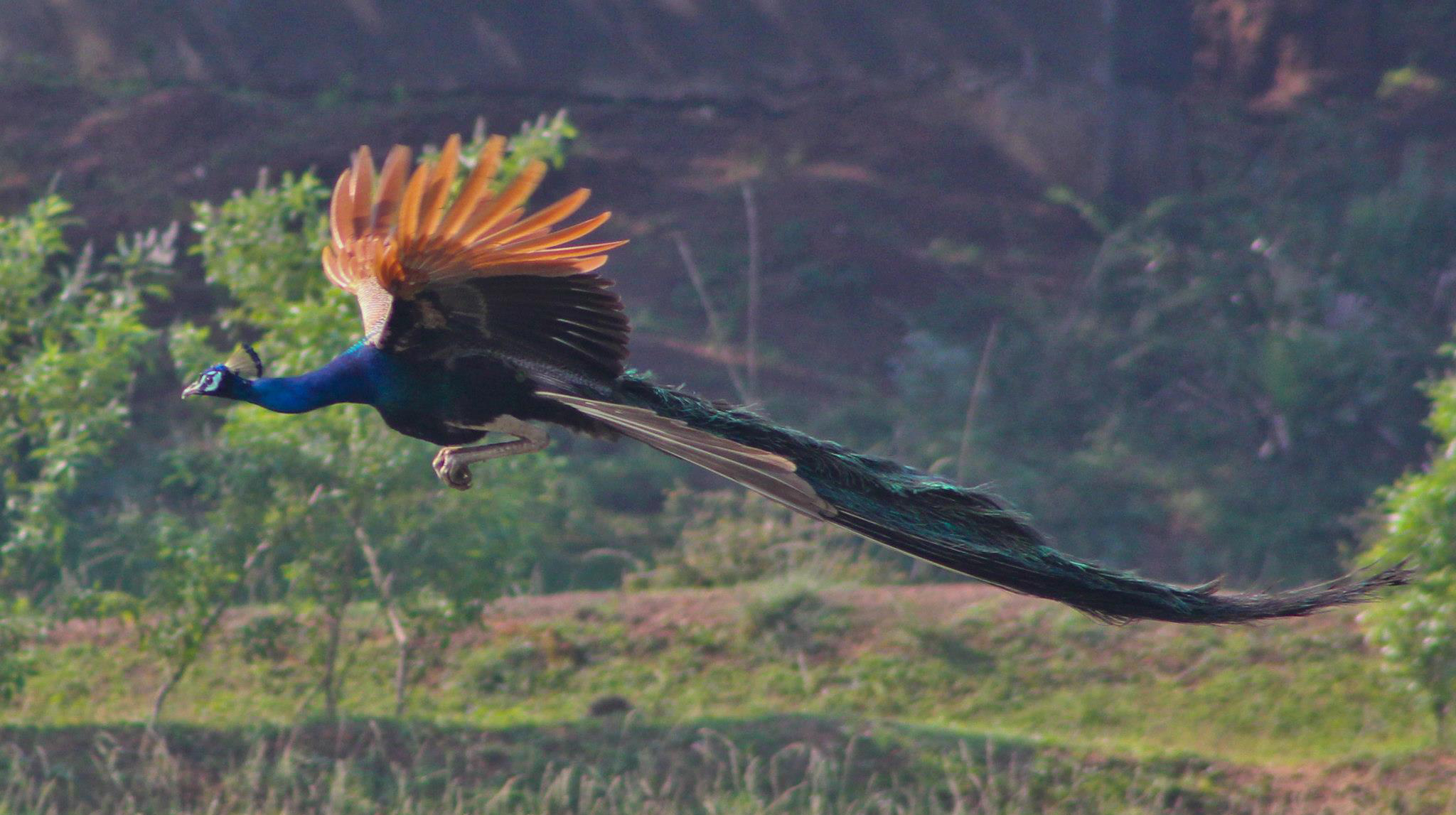
La cua de paó en vol, l'exemple clàssic d'un pescador fugitiu

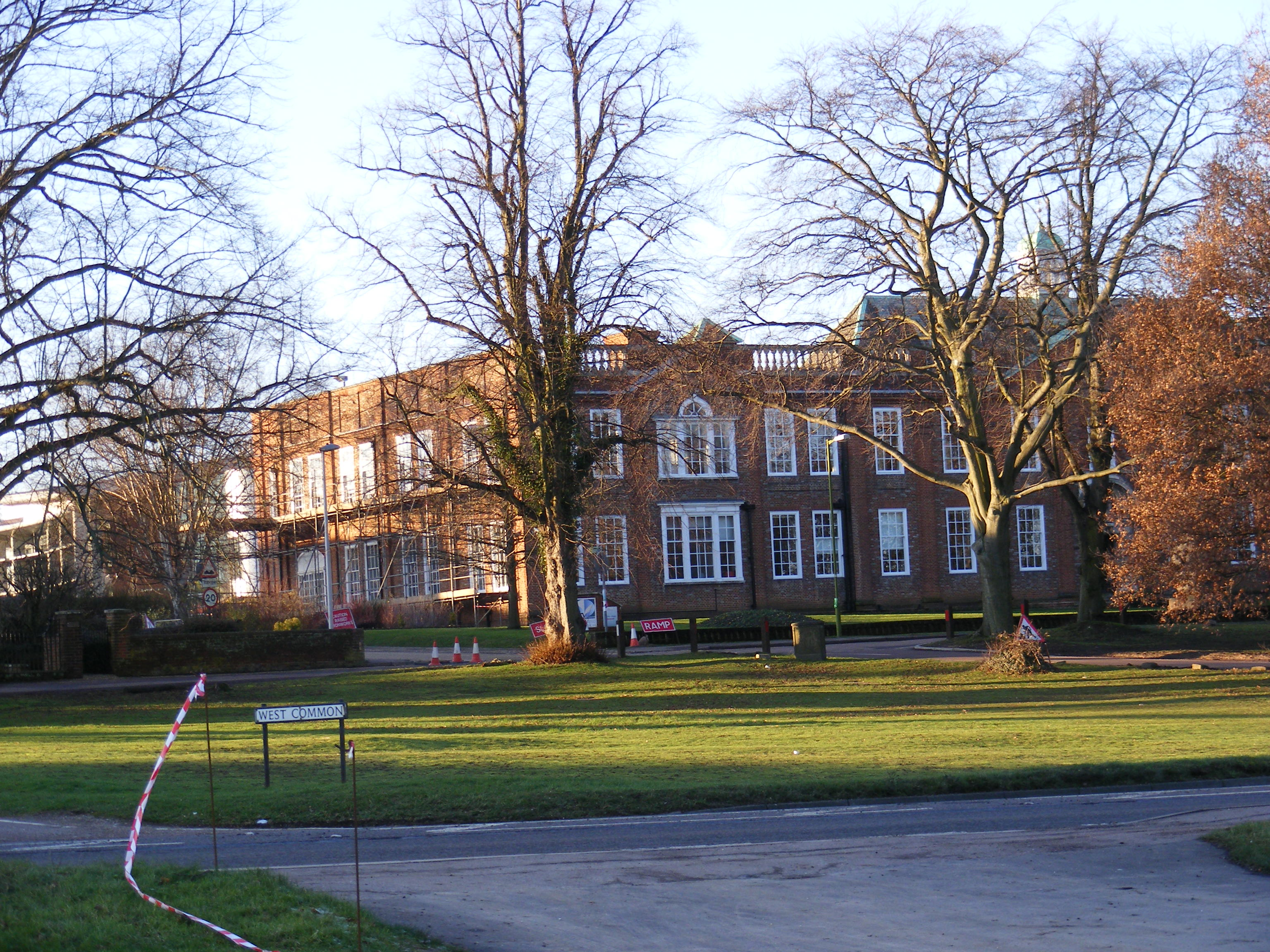
Recerca de Rothamsted

L'article de Fisher de 1924 Sobre una distribució que produeix les funcions d'error de diverses estadístiques ben conegudes va presentar la prova de chi quadrat de Pearson i la distribució t de Student de William Gosset en el mateix marc que la distribució gaussiana, i és on va desenvolupar la distribució z de Fisher, una nou mètode estadístic utilitzat dècades més tard com la distribució F. Va ser pioner en els principis del disseny d'experiments i l'estadística de mostres petites i l'anàlisi de dades reals.
El 1925 va publicar Statistical Methods for Research Workers, un dels llibres més influents del segle XX sobre mètodes estadístics. El mètode de Fisher és una tècnica de fusió de dades o metaanàlisi (anàlisi d'anàlisis). Fisher va formalitzar i popularitzar l'ús del valor p en estadística, que juga un paper central en el seu enfocament. Fisher proposa el nivell p=0,05, o una possibilitat de ser superat per casualitat, com a límit de significació estadística, i ho aplica a una distribució normal (com a prova de dues cues), donant lloc a la regla de dues desviacions estàndard (en una distribució normal) per a la significació estadística. La significació d’1,96, el valor aproximat del punt percentil 97,5 de la distribució normal utilitzada en probabilitat i estadística, també es va originar en aquest llibre.
A la taula 1 del treball, va donar el valor més precís 1,959964.
El 1928, Fisher va ser el primer a utilitzar equacions de difusió per intentar calcular la distribució de les freqüències d'al·lels i l'estimació de l'enllaç genètic mitjançant mètodes de màxima probabilitat entre poblacions.
El 1930, The Genetical Theory of Natural Selection va ser publicada per primera vegada per Clarendon Press i està dedicada a Leonard Darwin. Un treball bàsic de la síntesi evolutiva moderna neodarwiniana, va ajudar a definir la genètica de poblacions, que Fisher va fundar juntament amb Sewall Wright i JBS Haldane, i va reviure la idea descuidada de Darwin de la selecció sexual.
Un dels aforismes preferits de Fisher era La selecció natural és un mecanisme per generar un grau d'improbabilitat molt alt.
La fama de Fisher va créixer i va començar a viatjar i a fer conferències. El 1931, va passar sis setmanes al Laboratori d'Estadística de la Universitat Estatal d'Iowa on va donar tres conferències per setmana, i va conèixer molts estadístics nord-americans, inclòs George W. Snedecor. Va tornar-hi de nou el 1936.

### University College de Londres, 1933–1943
El 1933, Fisher es va convertir en el cap del Departament d’Eugenètica de la  University College de Londres. El 1934, va esdevenir editor dels Annals of Eugenics (ara anomenats Annals of Human Genetics).
El 1935, va publicar The Design of Experiments, que també va ser «fonamental, [i va promoure] la tècnica i l'aplicació estadística... La justificació matemàtica dels mètodes no es va subratllar i les demostracions amb prou feines eren esbossades o omeses del tot.... [ Això] va portar a HB Mann a omplir els buits amb un tractament matemàtic rigorós». En aquest llibre, Fisher també va descriure el Lady Tasting Tea, ara un disseny famós d'un experiment estadístic aleatori que utilitza la Prova exacta de Fisher i és l'exposició original de la noció de Fisher d'una hipòtesi nul·la.
El mateix any també va publicar un article sobre inferència fiducial i el va aplicar al problema de Behrens–Fisher, la solució del qual, proposada primer per Walter Behrens i uns anys més tard per Fisher, és la de distribució de Behrens-Fisher.
El 1936, va presentar el conjunt de dades de flors Iris com a exemple d’anàlisi discriminant.
En el seu article de 1937 The wave of advance of advantageous genes va proposar l'equació de Fisher en el context de la dinàmica de la població per descriure la propagació espacial d'un al·lel avantatjós, i va explorar les seves solucions d'ona viatgera. D'això també va sortir l’equació de Fisher-Kolmogorov. El 1937, va visitar l’Institut Indi d'Estadística de Calcuta i el seu únic empleat a temps parcial, PC Mahalanobis, tornant sovint per fomentar-ne el desenvolupament. Va ser el convidat d'honor al seu 25è aniversari l'any 1957, quan tenia 2000 empleats.
El 1938, Fisher i Frank Yates van descriure la barreja de Fisher-Yates al seu llibre Taules estadístiques per a la investigació biològica, agrícola i mèdica. La seva descripció de l'algorisme utilitzava llapis i paper; una taula de nombres aleatoris proporcionava l'aleatorietat.

### Universitat de Cambridge, 1943–1956
El 1943, juntament amb AS Corbet i CB Williams, va publicar un article sobre l'abundància relativa d'espècies on va desenvolupar la distribució de sèries logarítmiques (de vegades anomenada distribució logarítmica) per adaptar-se a dos conjunts de dades d'abundància diferents. El mateix any va fer la Càtedra Balfour de Genètica on l'investigador italià Luigi Luca Cavalli-Sforza va ser reclutat el 1948, establint una unitat unipersonal de genètica bacteriana.
El 1936, Fisher va utilitzar una prova de khi quadrat de Pearson per analitzar les dades de Mendel i va concloure que els resultats de Mendel eren massa perfectes, cosa que suggereix que s'havien fet ajustos (intencionals o inconscients) a les dades per fer que les observacions s'ajustessin a la hipòtesi. Els autors posteriors han afirmat que l'anàlisi de Fisher era defectuosa, proposant diverses explicacions estadístiques i botàniques dels nombres de Mendel. El 1947, Fisher va cofundar la revista Heredity amb Cyril Darlington i el 1949 va publicar The Theory of Inbreeding.
El 1950 va publicar Gene Frequencies in a Cline Determined by Selection and Diffusion. Va desenvolupar algorismes computacionals per analitzar dades dels seus dissenys experimentals equilibrats, amb diverses edicions i traduccions, convertint-se en un treball de referència estàndard per als científics de moltes disciplines. En genètica ecològica, ell i EB Ford van demostrar que la força de la selecció natural era molt més forta del que s'havia suposat, amb moltes situacions ecogenètiques (com ara el polimorfisme) mantenint-se per la força de la selecció.
Durant aquest temps també va treballar en el mapeig de cromosomes del ratolí, criant els ratolins als laboratoris de casa seva.
Fisher es va pronunciar públicament en contra de l'estudi de 1950 que demostrava que fumar tabac causa càncer de pulmó, argumentant que la correlació no implica causalitat. Per citar els seus biògrafs Yates i Mather, «S'ha suggerit que el fet que Fisher fos contractat com a consultor per les empreses de tabac en aquesta controvèrsia posa en dubte el valor dels seus arguments. Això és per jutjar malament l'home. No estava per sobre d'acceptar. recompensa econòmica per la seva feina, però la raó del seu interès va ser sens dubte la seva antipatia i desconfiança cap a les tendències puritanes de tota mena i potser també el consol personal sempre havia trobat en el tabac». Altres han suggerit que la seva anàlisi estava esbiaixada pels conflictes professionals i el seu propi amor per fumar; era un gran fumador de pipa.
Va donar la conferència crooniana de 1953 sobre genètica de poblacions.
A l'hivern de 1954-1955, Fisher va conèixer Debabrata Basu, l'estadístic indi que va escriure el 1988: «Amb el seu argument de conjunt de referència, Sir Ronald estava intentant trobar un mitjà de comunicació entre els dos pols de l'Estadística. – Berkeley i Bayes. Els meus esforços per entendre aquest compromís de Fisher em van portar al principi de la probabilitat».

### Adelaida, 1957–1962

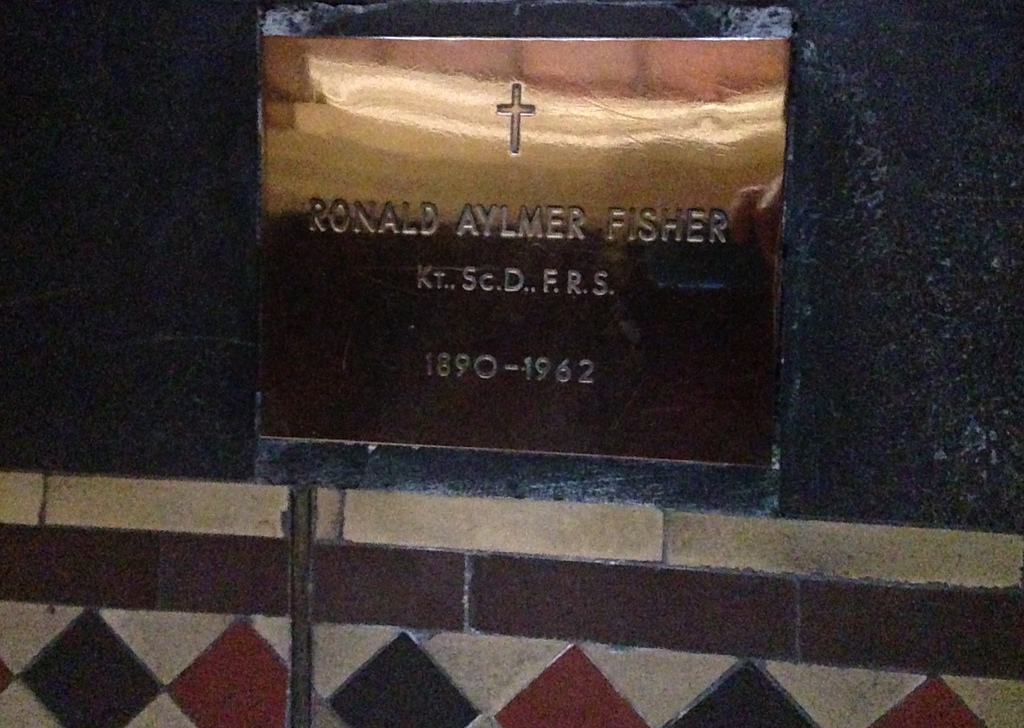
Placa commemorativa sobre les seves restes, passadís lateral del faristol de la catedral de Sant Pere, Adelaida

El 1957, un Fisher jubilat va emigrar a Austràlia, on va passar un temps com a investigador sènior a l’Organització d'Investigació Científica i Industrial de la Commonwealth d'Austràlia (CSIRO) a Adelaida, Austràlia Meridional. Durant aquest temps, va continuar en la seva negació del dany del tabac i va reclutar l'eugenista alemany Otmar von Verschuer per a la seva causa.
Després de la cirurgia de càncer de còlon, va morir de complicacions postoperatòries a l'Hospital Queen Elizabeth d'Adelaide el 1962. Les seves restes estan enterrades a la catedral de Sant Pere d'Adelaida.

## Llegat
Els estudiants de doctorat de Fisher van incloure Walter Bodmer, DJ Finney, Ebenezer Laing,  Mary F. Lyon i CR Rao. Encara que un destacat oponent de l'estadística bayesiana, Fisher va ser el primer a utilitzar el terme "bayesian", el 1950. La teoria genètica de la selecció natural de 1930 es cita habitualment als llibres de biologia i descriu molts conceptes importants, com ara:
- La inversió dels pares, és qualsevol despesa dels pares (temps, energia, etc.) que beneficia una descendència amb un cost per a la capacitat dels pares d'invertir en altres components de la condició física.[69]

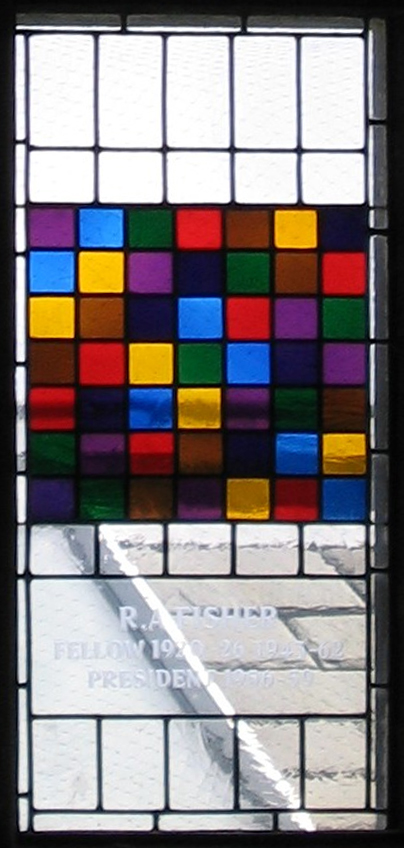
Vitrall (ara retirat) al menjador del Caius College, a Cambridge, en commemoració de Ronald Fisher i representació d'un quadrat llatí, comentat per ell a The Design of Experiments

- Vitrall (ara retirat) al menjador del Caius College, a Cambridge, en commemoració de Ronald Fisher i representació d'un quadrat llatí, comentat per ell a The Design of Experiments Fisherian runaway, que explica com el desig d'un tret fenotípic en un sexe combinat amb el tret de l'altre sexe (per exemple, la cua d'un paó) crea una extremització evolutiva desbocada del tret.
- El principi de Fisher, que explica per què la proporció de sexes és majoritàriament d'1:1 a la naturalesa.
- Valor reproductiu que implica que el valor reproductiu sexual mesura la contribució d'un individu d'una edat determinada al creixement futur de la població.[70][71]
- El teorema fonamental de la selecció natural de Fisher, que afirma que «la taxa d'augment de l'aptitud de qualsevol organisme en qualsevol moment és igual a la seva variància genètica en l'aptitud en aquell moment».
- El model geomètric de Fisher, un model evolutiu de les mides de l'efecte sobre l'aptitud de les mutacions espontànies proposat per Fisher per explicar la distribució dels efectes de les mutacions que podrien contribuir a l'evolució adaptativa.[72]
- Hipòtesi del fill sexy, que planteja la hipòtesi que les femelles poden triar parella masculina atractiu arbitràriament simplement perquè són atractives, augmentant així l'atractiu dels seus fills que atreuen més parella pròpia. Això contrasta amb les teories de l'elecció de la parella femenina basada en el supòsit que les femelles trien mascles atractius perquè els trets atractius són marcadors de la viabilitat masculina.[73]
- Mimetisme, semblança d'una espècie amb una altra que en protegeix una o totes dues.
- L'evolució de la dominància, una relació entre al·lels d'un gen, en la qual l'efecte sobre el fenotip d'un al·lel emmascara la contribució d'un segon al·lel al mateix locus.[74]
- Avantatge heterozigot que després es va trobar que jugava un paper freqüent en el polimorfisme genètic.
- Demostrar que la probabilitat que una mutació augmenti l'aptitud d'un organisme disminueix proporcionalment amb la magnitud de la mutació i que les poblacions més grans presenten més variació de manera que tenen més possibilitats de supervivència.

Fisher també és conegut per:
- L'anàlisi del discriminant lineal és una generalització del discriminant lineal de Fisher.[48][75]
- Informació de Fisher, vegeu també algorisme de puntuació també conegut com a puntuació de Fisher i Informació mínima de Fisher, un principi variacional que, quan s'aplica amb les restriccions adequades necessàries per reproduir els valors d'expectativa coneguts empíricament, determina la millor distribució de probabilitat que caracteritza el sistema.
- La distribució F, sorgeix freqüentment com la distribució nul·la d'una estadística de prova, sobretot en l'anàlisi de la variància
- Teorema de Fisher–Tippett–Gnedenko: la contribució de Fisher a això es va fer el 1927
- Distribució de Fisher-Tippett
- Algorisme de barreja de Fisher-Yates
- Distribució Von Mises–Fisher[76]
- Probabilitat inversa, terme que Fisher va utilitzar el 1922, referint-se a la paradoxa fonamental de la probabilitat inversa com a font de la confusió entre termes estadístics que fan referència al valor real que s'ha d'estimar, amb el valor real al qual s'arriba per estimació, que és subjecte a error.[77]
- Prova de permutació de Fisher
- La desigualtat de Fisher[78]
- Estadística suficient, quan una estadística és suficient pel que fa a un model estadístic i al seu paràmetre desconegut associat si «cap altra estadística que es pugui calcular a partir de la mateixa mostra proporciona informació addicional sobre el valor del paràmetre».[79]
- Distribució hipergeomètrica no central de Fisher, una generalització de la distribució hipergeomètrica, on les probabilitats de mostreig es modifiquen per factors de pes.
- Distribució t de Student, molt utilitzada en estadística.[80]
- El concepte d’estadística auxiliar i la noció (principi d'ancillaritat) que cal condicionar a l'estadística auxiliar.

## Obres

### Selecció d'articles
Disponibles en University of Adelaide website Arxivat 2005-12-13 a Wayback Machine.:
- Frequency distribution of the values of the correlation coefficient in samples from an indefinitely large population. Biometrika, 10: 507-521. (1915)
- The correlation between relatives on the supposition of Mendelian inheritance Trans. Roy. Soc. Edinb., 52: 399-433. (1918)
- On the mathematical foundations of theoretical statistics] Philosophical Transactions of the Royal Society, A, 222: 309-368. (1922)
- On the dominance ratio. Proc. Roy. Soc. Edinb., 42: 321-341. (1922)
- On a distribution yielding the error functions of several well known statistics Proc. Int. Cong. Math., Toronto, 2: 805-813. (1924)
- Theory of statistical estimation Proceedings of the Cambridge Philosophical Society, 22: 700-725. (1925)
- Applications of Student's distribution Metron, 5: 90-104. (1925)
- The arrangement of field experiments J. Min. Agric. G. Br., 33: 503-513. (1926)
- The general sampling distribution of the multiple correlation coefficient Proceedings of Royal Society, A, 121: 654-673. (1928)
- Two new properties of mathematical likelihood Proceedings of Royal Society, A, 144: 285-307. (1934)

### Llibres

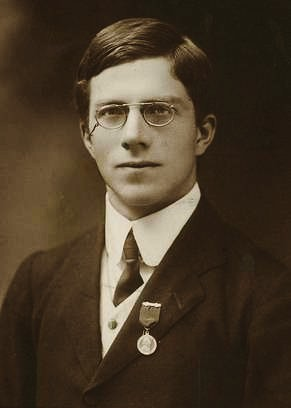
Ronald Fisher el 1913

La llista completa de les publicacions es troba disponible en University of Adelaide website Arxivat 2005-12-13 a Wayback Machine.:
- Statistical Methods for Research Workers (1925) ISBN 0-05-002170-2.
- The Genetical Theory of Natural Selection (1930) ISBN 0-19-850440-3.

Cap. 1 online
Cap. 6 online
- The design of experiments (1935) ISBN 0-02-844690-9, ISBN B0000CKL1X.
- The use of multiple measurements in taxonomic problems (in Annals of Eugenics 7/1936).
- Statistical tables for biological, agricultural and medical research (1938, coautor:Frank Yates).
- The theory of inbreeding (1949) ISBN 0-12-257550-4, ISBN 0-05-000873-0.
- Contributions to mathematical statistics (1950) ISBN B0000CHSZU.
- Statistical methods and statistical inference (1956) ISBN 0-02-844740-9.
- Collected Papers of R.A. Fisher (1971-1974). 5 vol. University of Adelaide.